# Ian McShane
Ian David McShane (født 29. september 1942) er en engelsk skuespiller. Han er kendt for sin optræden i tv-serier, særligt for titelrollen i BBC-serien Lovejoy (1986–1994), Al Swearengen i Deadwood (2004–2006) og i film-fortsættelsen fra 2019, samt Mr. Wednesday i American Gods (2017–2021). McShane vandt Golden Globe Award for Best Actor – Television Series Drama og blev nomioneret til Primetime Emmy Award for Outstanding Lead Actor in a Drama Series for sin oprindelige rolle i Deadwood. Han blev nomineret til Primetime Emmy Award for Outstanding Television Movie som producer på Deadwood: The Movie.
Hans filmroller inkluderer Harry Brown i The Wild and the Willing (1962), Charlie Cartwright i If It's Tuesday, This Must Be Belgium (1969), Wolfe Lissner i Villain (1971), Teddy Bass i Sexy Beast (2000), Frank Powell i Hot Rod (2007), Kaptajn Klo i Shrek den Tredje (2007), Tai Lung i Kung Fu Panda, Sortskæg i Pirates of the Caribbean: On Stranger Tides (2011), og Winston Scott i John Wick-serien (2014–nu).

## Filmografi

### Film
| År   | Titel                                       | Rolle                    | Noter                   | Refs. |
| ---- | ------------------------------------------- | ------------------------ | ----------------------- | ----- |
| 1962 | The Wild and the Willing                    | Harry Brown              |                         |       |
| 1965 | The Pleasure Girls                          | Keith Dexter             |                         |       |
| 1966 | Sky West and Crooked                        | Roibin                   |                         |       |
| 1969 | If It's Tuesday, This Must Be Belgium       | Charlie Cartwright       |                         |       |
| 1969 | Battle of Britain                           | Sgt. Pilot Andy Moore    |                         |       |
| 1970 | Pussycat, Pussycat, I Love You              | Fred C. Dobbs            |                         |       |
| 1970 | Tam-Lin                                     | Tom Lynn                 |                         |       |
| 1971 | Freelance                                   | Mitch                    |                         |       |
| 1971 | Villain                                     | Wolfe Lissner            |                         |       |
| 1972 | Left Hand of Gemini                         |                          |                         |       |
| 1972 | Sitting Target                              | Birdy Williams           |                         |       |
| 1973 | The Last of Sheila                          | Anthony Wood             |                         |       |
| 1974 | Ransom                                      | Ray Petrie               |                         |       |
| 1975 | Journey into Fear                           | Banat                    |                         |       |
| 1979 | The Great Riviera Bank Robbery              | The Brain                |                         |       |
| 1979 | The Fifth Musketeer                         | Fouquet                  |                         |       |
| 1979 | Yesterday's Hero                            | Rod Turner               |                         |       |
| 1981 | Cheaper to Keep Her                         | Dr. Alfred Sunshine      |                         |       |
| 1983 | Exposed                                     | Greg Miller              |                         |       |
| 1985 | Ordeal by Innocence                         | Philip Durant            |                         |       |
| 1985 | Too Scared to Scream                        | Vincent Hardwick         |                         |       |
| 1985 | Torchlight                                  | Sidney                   |                         |       |
| 2000 | Sexy Beast                                  | Teddy Bass               |                         |       |
| 2002 | Bollywood Queen                             | Frank                    |                         |       |
| 2003 | Agent Cody Banks                            | Dr. Brinkman             |                         |       |
| 2003 | Nemesis Game                                | Jeff Novak               |                         |       |
| 2005 | Nine Lives                                  | Larry                    |                         |       |
| 2006 | Scoop                                       | Joe Strombel             |                         |       |
| 2006 | We Are Marshall                             | Paul Griffen             |                         |       |
| 2007 | Shrek den Tredje                            | Kaptajn Klo              | Voice                   |       |
| 2007 | Hot Rod                                     | Frank Powell             |                         |       |
| 2007 | The Seeker                                  | Merriman Lyon            |                         |       |
| 2007 | The Golden Compass                          | Ragnar Sturlusson        | Voice                   |       |
| 2008 | Kung Fu Panda                               | Tai Lung                 | Voice                   |       |
| 2008 | Death Race                                  | Coach                    |                         |       |
| 2009 | Coraline                                    | Mr. Bobinsky             | Voice                   |       |
| 2009 | Case 39                                     | Detective Mike Barron    |                         |       |
| 2009 | 44 Inch Chest                               | Meredith                 | Also executive producer |       |
| 2010 | The Sorcerer's Apprentice                   | Narrator                 | Uncredited              |       |
| 2011 | Pirates of the Caribbean: On Stranger Tides | Sortskæg                 |                         |       |
| 2012 | Snow White and the Huntsman                 | Beith                    |                         |       |
| 2013 | Jack the Giant Slayer                       | King Brahmwell           |                         |       |
| 2014 | Cuban Fury                                  | Ron Parfitt              |                         |       |
| 2014 | Hercules                                    | Amphiaraus               |                         |       |
| 2014 | John Wick                                   | Winston Scott            |                         |       |
| 2014 | El Niño                                     | El Inglés                |                         |       |
| 2015 | Bilal: A New Breed of Hero                  | Umayya                   | Voice                   |       |
| 2016 | Grimsby                                     | MI6 Spy Boss             | Uncredited              |       |
| 2016 | The Hollow Point                            | Sheriff Leland Kilbaught |                         |       |
| 2017 | John Wick: Chapter 2                        | Winston Scott            |                         |       |
| 2017 | Jawbone                                     | Joe Padgett              |                         |       |
| 2017 | Pottersville                                | Bart                     |                         |       |
| 2018 | Here Comes the Grump                        | The Grump                | Voice                   | [ 5 ] |
| 2019 | Hellboy                                     | Trevor Bruttenholm       |                         |       |
| 2019 | Bolden                                      | Judge Leander Perry      |                         |       |
| 2019 | John Wick: Chapter 3 – Parabellum           | Winston Scott            |                         |       |
| 2022 | My Father's Dragon                          | Saiwa the Gorilla        | Voice                   | [ 3 ] |
| 2023 | John Wick: Chapter 4                        | Winston Scott            |                         |       |
| 2024 | American Star                               | Wilson                   |                         |       |
| 2024 | Kung Fu Panda 4                             | Tai Lung                 | Stemme                  | [ 6 ] |
| 2025 | Skabelon:Pending film                       | Winston Scott            | Post-production         |       |

Skabelon:Pending films key

### Tv
| År         | Titel                                            | Rolle                            | Noter                                    | Refs.  |
| ---------- | ------------------------------------------------ | -------------------------------- | ---------------------------------------- | ------ |
| 1963–1966  | Play of the Week                                 | Mick / Frank Barnes / Arthur     | 4 episodes                               |        |
| 1964       | Redcap                                           | Sapper Russell                   | Episode: "Epitaph for a Sweat"           |        |
| 1964       | The Sullavan Brothers                            | David Hemming                    | 1 episode                                |        |
| 1966       | You Can't Win                                    | Joe Lunn                         | 7 episodes                               |        |
| 1967       | Wuthering Heights                                | Heathcliff                       | 4 episodes                               |        |
| 1972       | Whose Life Is It Anyway?                         | Ken Harrison                     | Television play                          |        |
| 1975       | Space: 1999                                      | Anton Zoref                      | Episode: "Force of Life"                 |        |
| 1975       | The Lives of Jenny Dolan                         | Saunders                         | Television film                          |        |
| 1976       | The Fantastic Journey                            | Sir James Camden                 | Episode: "The Fantastic Journey"         |        |
| 1977       | Roots                                            | Sir Eric Russell                 | Episode: "Part Nine"                     |        |
| 1977       | Jesus of Nazareth                                | Judas Iscariot                   | 2 episodes                               |        |
| 1977       | Code Name: Diamond Head                          | Sean Donovan                     | Television film                          |        |
| 1978       | Will Shakespeare                                 | Christopher Marlowe              | Episode: "Dead Shepherd"                 |        |
| 1978       | Disraeli                                         | Benjamin Disraeli                | 4 episodes                               |        |
| 1978       | The Pirate                                       | Rashid                           | Television film                          |        |
| 1980       | Armchair Thriller - High Tide                    | Curtis                           | 4 episodes                               |        |
| 1981, 1982 | Magnum, P.I.                                     | David Norman / Edwin Clutterbuck | 2 episodes                               |        |
| 1982       | The Letter                                       | Geoff                            | Television film                          |        |
| 1982       | Marco Polo                                       | Ali Ben Yussouf                  | 2 episodes                               |        |
| 1983       | Bare Essence                                     | Niko Theophilus                  | 11 episodes                              |        |
| 1983       | Grace Kelly                                      | Prins Rainier af Monaco          | Television film                          |        |
| 1985       | Evergreen                                        | Paul Lerner                      | 3 episodes                               |        |
| 1985       | A.D.                                             | Sejanus                          | 5 episodes                               |        |
| 1985       | Braker                                           | Alan Roswell                     | Television film                          |        |
| 1986       | American Playhouse                               | Willy Wax                        | Episode: "Rocket to the Moon"            |        |
| 1986–1994  | Lovejoy                                          | Lovejoy                          | Main role                                |        |
| 1987       | Grand Larceny                                    | Flanagan                         | Television film                          |        |
| 1987, 1989 | Miami Vice                                       | Esteban Montoya                  | 2 episodes                               |        |
| 1988       | The Dirty Dozen                                  | Lindberger                       | 1 episode                                |        |
| 1988       | War and Remembrance                              | Philip Rule                      | 4 episodes                               |        |
| 1988       | Chain Letter                                     | The Messenger of Death           | Television film                          |        |
| 1989       | Dallas                                           | Don Lockwood                     | 13 episoder                              |        |
| 1989       | Wonderworks: Young Charlie Chaplin               | Charles Chaplin Sr.              | 6 episoder                               |        |
| 1989       | Minder                                           | Jack Last                        | Episode: "The Last Video Show"           |        |
| 1989       | Miami Vice                                       | Gen. Manuel Borbon               | Episode: "Freefall"                      |        |
| 1989       | Dick Francis Mysteries: Blood Sport              | David Cleveland                  | Television film                          |        |
| 1989       | Dick Francis Mysteries: In The Frame             | David Cleveland                  | Television film                          |        |
| 1989       | Dick Francis Mysteries: Twice Shy                | David Cleveland                  | Television film                          |        |
| 1990       | Perry Mason: The Case of the Desperate Deception | Andre Marchand                   | Television film                          |        |
| 1990       | Columbo                                          | Leland St. John                  | Episode: "Rest in Peace, Mrs. Columbo"   |        |
| 1990       | Mistress of Suspense                             | Steven Castle                    | Episode: "Sauce for the Goose"           |        |
| 1994       | White Goods                                      | Ian Deegan                       | Television film                          |        |
| 1995       | Soul Survivors                                   | Otis Cooke                       | 2 episodes                               |        |
| 1996       | Madson                                           | John Madson                      | 6 episodes                               |        |
| 1997       | The Naked Truth                                  | Leland Banks                     | 2 episodes                               |        |
| 1998       | Babylon 5: The River of Souls                    | Robert Bryson, PhD               | Television film                          |        |
| 1999       | D.R.E.A.M. Team                                  | Oliver Maxwell                   | Television film                          |        |
| 2001       | Britain's Most Terrifying Ghost Stories          | Narrator                         | Episode: "All"                           |        |
| 2001       | Thieves                                          | Jack                             | Episode: "Jack's Back"                   |        |
| 2002       | The West Wing                                    | Nikolai Ivanovich                | Episode: "Enemies Foreign and Domestic"  |        |
| 2002       | In Deep                                          | Jamie Lamb                       | 2 episodes                               |        |
| 2002       | Man and Boy                                      | Marty Mann                       | Television film                          |        |
| 2003       | Trust                                            | Alan Cooper-Fozzard              | 6 episodes                               |        |
| 2003       | The Twilight Zone                                | Dr. Chandler                     | Episode: "Cold Fusion"                   |        |
| 2004–2006  | Deadwood                                         | Al Swearengen                    | 36 episodes                              |        |
| 2008       | SpongeBob SquarePants                            | Gordon                           | Episode: "Dear Vikings"; voice           |        |
| 2009       | Kings                                            | King Silas Benjamin              | 12 episodes                              |        |
| 2010       | The Pillars of the Earth                         | Waleran Bigod                    | 8 episodes                               |        |
| 2012       | American Horror Story: Asylum                    | Leigh Emerson                    | 2 episodes                               |        |
| 2015       | Ray Donovan                                      | Andrew Finney                    | 9 episodes                               | [ 7 ]  |
| 2016       | Doctor Thorne                                    | Sir Roger Scatcherd              | 3 episodes                               | [ 8 ]  |
| 2016       | Game of Thrones                                  | Brother Ray                      | Episode: "The Broken Man"                |        |
| 2017–2021  | American Gods                                    | Mr. Wednesday                    | Main cast                                | [ 9 ]  |
| 2019       | Deadwood: The Movie                              | Al Swearengen                    | Television film; also executive producer |        |
| 2019       | Law & Order: Special Victims Unit                | Sir Tobias Moore                 | Episode: "I'm Going To Make You a Star"  |        |
| 2021       | The Simpsons                                     | Artemis                          | Voice, episode: "The Last Barfighter"    | [ 10 ] |
| 2023       | One Piece                                        | Narrator                         | Episode: "Romance Dawn"                  |        |

### Computerspil
| År   | Titel         | Stemmerolle | Refs. |
| ---- | ------------- | ----------- | ----- |
| 2019 | John Wick Hex | Winston     | [ 3 ] |